# 池亭記
『池亭記』（ちていき）は、平安時代中期に慶滋保胤が著した随筆。成立は天元年間（982年）頃と見られている。漢文で書かれた代表的な著書の一つで、当時の都（京都）の風俗を理解するのに、重要な資料となっている。

## 背景
慶滋保胤は白居易の漢詩『池上篇』と、兼明親王の同題の著書『池亭記』から着想を得たと記している。
『本朝文粋』の12巻に含まれた短篇集で、2つの大きな節で構成されている。
第1節は、当時の世相に関する論評と問題点を記している。京都の説明があるのが特筆される。それによると、京都の東部に人が密集して住んでいて、西部は荒れ果てている様が描かれている。
第2節では、第1節の内容を踏まえ、保胤が京都西部で隠遁生活に入る様を描いている。世間に無関心で、自由な生活を営む事が可能なように小さな庵を建てたと書いた。

## 後世への影響
『池亭記』は源通親の『久我草堂記』や鴨長明の『方丈記』に影響を与えたと、一般に言われている。長明は『池亭記』の文中に見られる京都の世相、そして自身も世間を離れ、小さな庵を建てて隠遁生活に入った事を真似して書いている。